# Geit
De geit (Capra hircus) is een evenhoevig zoogdier uit de familie van de holhoornigen (Bovidae). De wetenschappelijke naam van dit taxon werd in 1758 gepubliceerd door Carl Linnaeus in de tiende editie van Systema naturae. Het woord geit komt van Germaanse gait-z en is waarschijnlijk verwant met het Latijnse haedus voor jonge geit.

## Beschrijving
Er zijn aanwijzingen dat de voorouder van de geit, de wilde bezoargeit (Capra aegagrus), al zo'n 10.000 jaar geleden door mensen werd gebruikt. In Anatolië zijn in ieder geval 10.000 jaar oude sporen van domesticatie gevonden. Andere wilde populaties werden gedomesticeerd in andere regio's van het oude Nabije Oosten. Deze droegen in verschillende mate bij aan domesticatie van geiten in Azië, Afrika en Europa.
Als huisdier is de geit door de mens in alle werelddelen ingevoerd, behalve op de poolgebieden. Wereldwijd zouden er ongeveer 450 miljoen geiten zijn, verdeeld over een tweehonderdtal verschillende rassen. In hun oorspronkelijke, droge leefgebieden werden ze hoofdzakelijk gehouden voor het vlees en de huiden. Later ontdekte men in Europa dat de geit in staat is om grote hoeveelheden melk te produceren. Voor mensen die allergisch zijn voor koeienmelk is geitenmelk meestal een goede vervanger. De melk bevat ongeveer hetzelfde vet- en eiwitgehalte als koeienmelk. Geitenmelk is lichter verteerbaar. Een geit geeft gemiddeld drie liter melk per dag. Slechts een beperkt aantal rassen wordt voor de wol gehouden, de bekendste is de angorageit.
Een vrouwelijke geit is een geit of een sik. Het mannetje van de geit is een bok. Een jong geitje is een lam. Een gecastreerde bok is een hamel. Soms wordt een vrouwelijke geit geboren met mannelijke geslachtskenmerken. Dat wordt een kween of kwee genoemd.
Geitensoorten hebben grote variatie in grootte onderling. Geiten van dwergsoorten kunnen 20 kg zwaar zijn, terwijl bokken van grote geitensoorten als de boergeit wel 140 kg zwaar kunnen worden.
Zowel mannetjes als vrouwtjes hebben een sik. De sik van de bok is gewoonlijk groter dan de sik van de geit. Niet alle geitensoorten hebben sikken.

## De koe van de arme man
Geiten zijn in staat om zich in sobere omstandigheden heel goed te handhaven en voort te planten. Daarom werden zij vroeger vaak door arme mensen gehouden, in plaats van koeien. Maar de geit is wel kieskeurig. Zij eet graag gras, kruiden, groenten, plantenscheuten, bladeren en boomschors. Een geit is een herkauwer.
In de jaren 1940 waren in Nederland ongeveer 300.000 melkgeiten. Nadien is dit aantal fors teruggelopen tot aantallen van zo rond de 30.000. Nadat in 1983 de melkquotering in de melkveehouderij werd geïntroduceerd, is de melkgeitenhouderij sterk gegroeid. In 2014 waren ruim 430.000 geiten in Nederland, waarvan bijna 300.000 melkgeiten.

## Voortplanting
De voortplanting van geiten is aan seizoenen gebonden. Ze zijn paringsbereid (bronstig, ritsig, speuls, tochtig, welig, willig) van het eind van de zomer tot het begin van de winter. De eisprong vindt dan om de achttien tot vierentwintig dagen plaats. De vruchtbaarheidsperiode duurt vervolgens, afhankelijk van het dier, een paar uur tot enkele dagen. De draagtijd bedraagt 147 tot 152 dagen. Een eenjarige geit heeft meestal één of twee lammeren. Bij een oudere geit is de geboorte van een tweeling normaal. Een lam drinkt ongeveer drie maanden melk, maar na een dag of tien eet het al wat met de moeder mee van het hooi en het voer. De geit is tien maanden te melken na de bevalling en staat dan de laatste twee maanden van de volgende dracht droog.
Een geit die gaat bevallen, krabt over de grond en gaat voortdurend liggen om vervolgens weer op te staan. Ook gaat het dier met de tanden knarsen, kreunen en hijgen. Er komt spanning op de uier, en de vagina begint op te zwellen. Het zal dan niet lang meer duren en dan komen de kleine geitjes ter wereld: een tot drie, soms vier, mede afhankelijk van het ras.

## Middeleeuwen
In de middeleeuwen werden geiten soms in verband gebracht met heksen en duivels. De duivel werd dikwijls met bokkenpoot afgebeeld. De oorzaak hiervan zou kunnen liggen bij het feit dat de bokken een slechte geur verspreiden en een grote geslachtsdrift hebben. Ook het onrustig karakter van de geit zou aan de basis van deze misvatting kunnen liggen.

## Gezondheidsgevaar van geiten
Na de Q-koortsepidemie in Nederland van 2007 bleef er extra aandacht voor de gezondheid van omwonenden van een geitenhouderij. Een rapport van het RIVM kwam op 4 februari 2025 uit. Het kabinet vroeg dezelfde dag een advies van de  Gezondheidsraad.

## Galerij

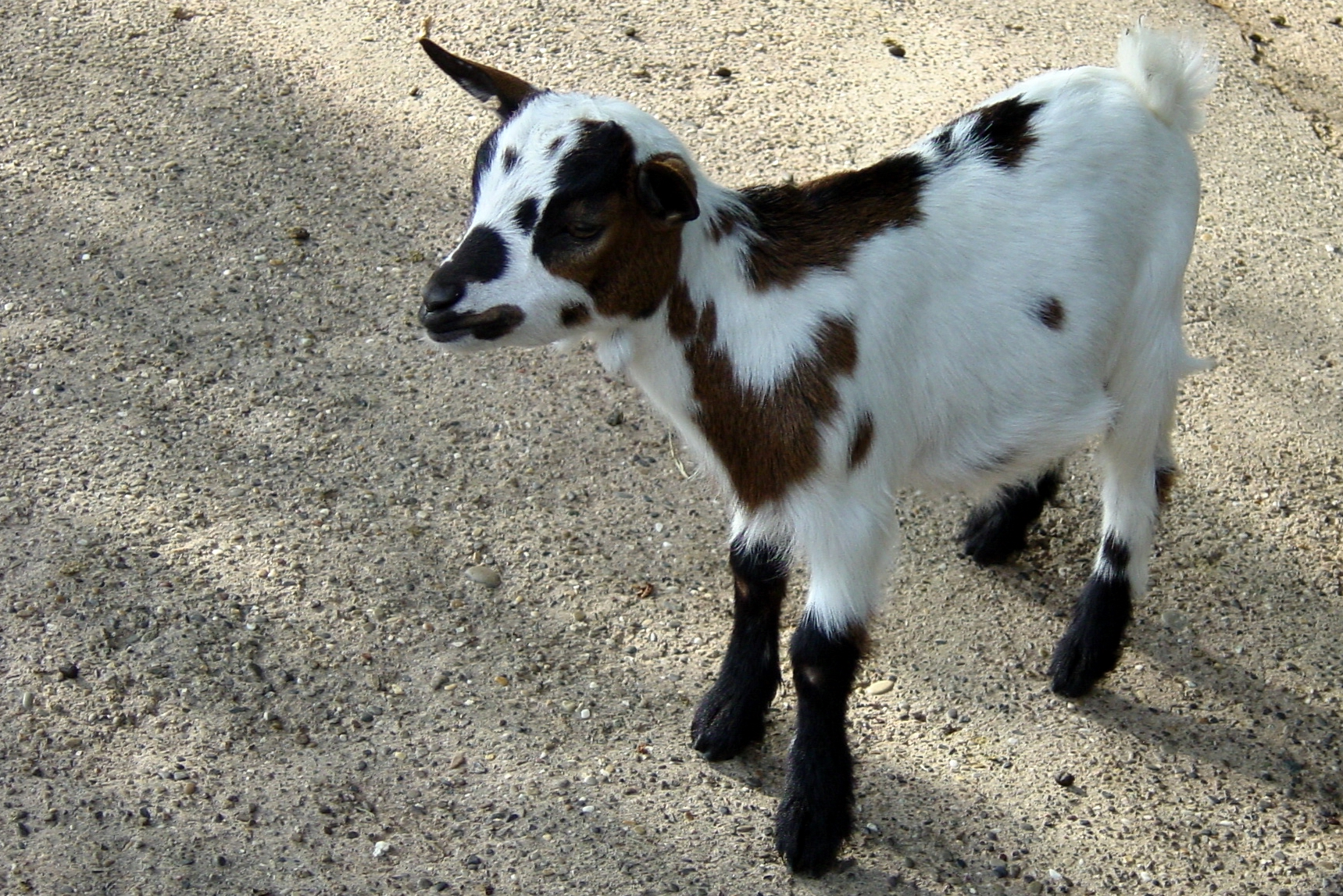
Zwart-bont jong geitje
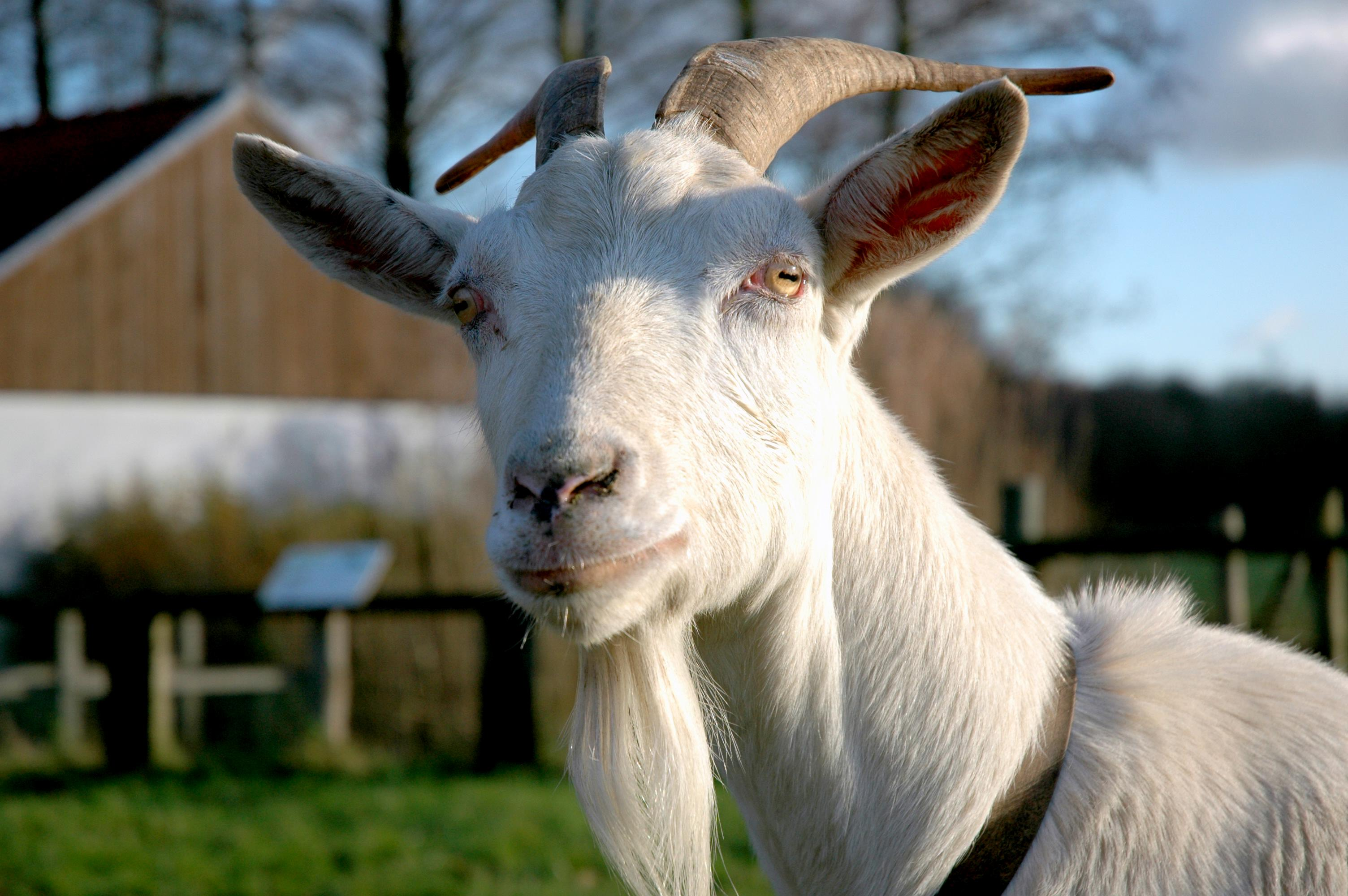
Geit met sik
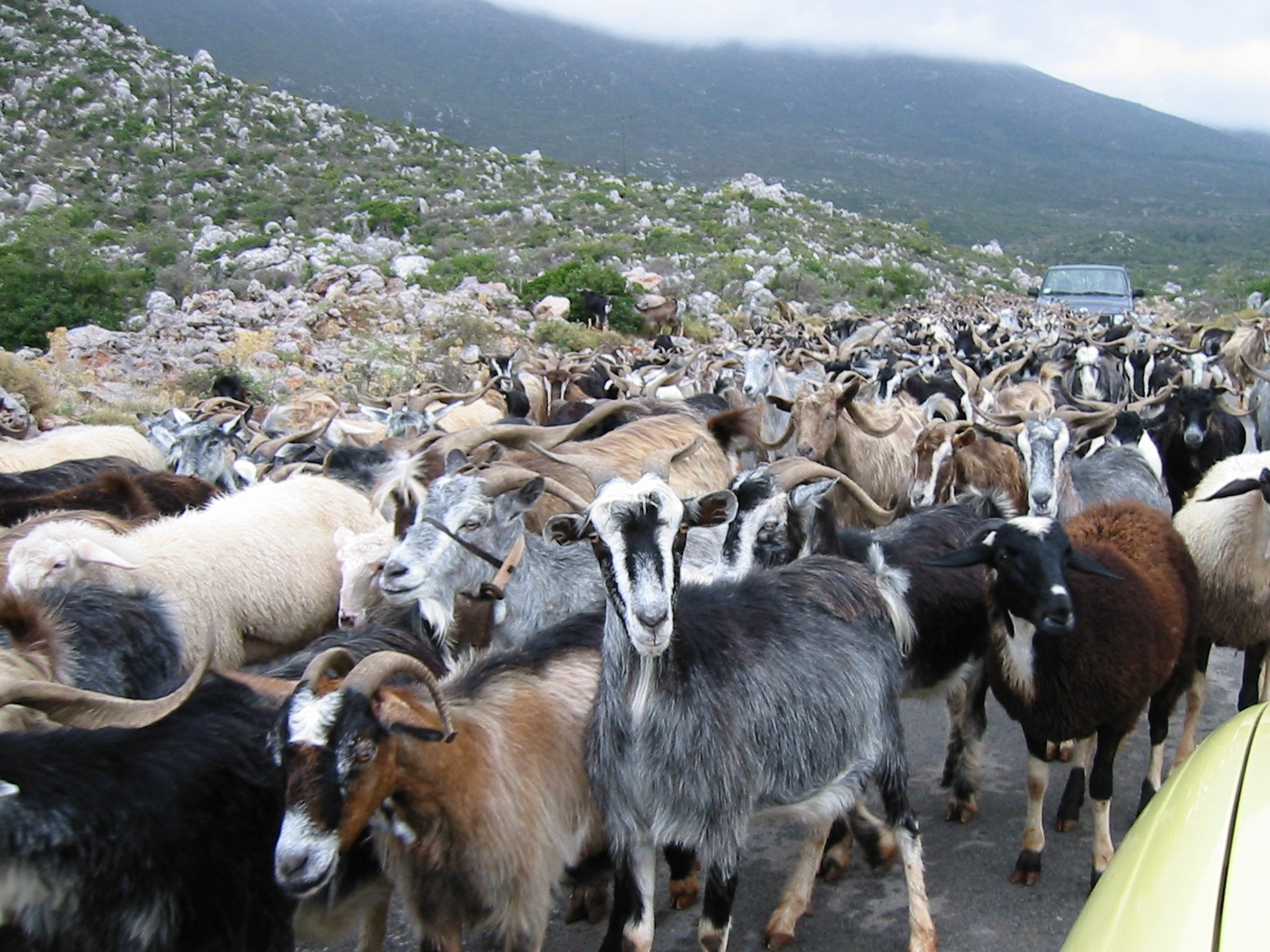
Kudde geiten in Griekenland
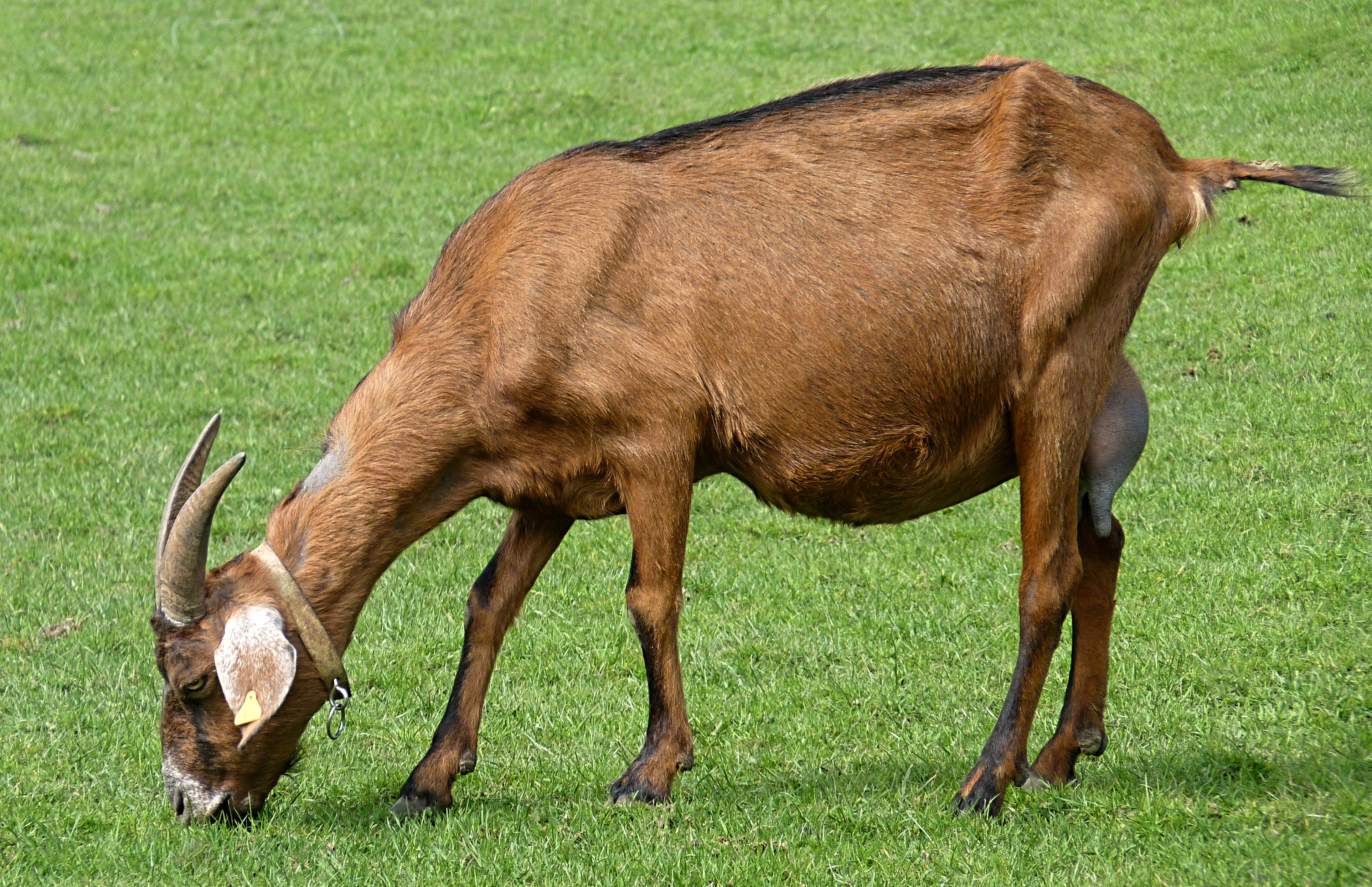
Geit in Moeskroen